# 塩屋神社
塩屋神社（しおやじんじゃ）は、広島県広島市佐伯区海老山町にある神社である。

## 概要
境内には欅の大慶の木がある。

そばにある立看板には
枝が人差し指を合わせたようなOKという形に見えます。
願い事を叶えていただけそうです。—塩屋神社、塩屋神社境内

## 歴史
- 推古天皇26年（618年）頃：塩屋神社が建立されたとされる。
- 平成28年（2015年）：鎮座一千四百年記念事業として境内整備。
- 平成30年（2018年）：鎮座一千四百年。

## 例祭
七夕の行事と併せて行われる。
- 茅の輪くぐり
- 例大祭
- 河原津神楽団奉納（令和7年現在奉納されていない）

## 境内の他の神社
- 龍宮神社

- 湯蓋道空社